# Nationalpark Masoala
Nationalpark Masoala  (Parc National de Masoala) ligger på halvøen Masoala som er en halvø i den nordvestlige del af Madagaskar som grænser til det Indiske Ocean. Halvøen ligger i provinsen Antsiranana i regionen Sava, og har har hovedsageligt et bjergrigt landskab (op til 1.311 meter over havet) og er stort set dækket af tropisk regnskov.
Nationalparken dækker store dele af halvøen, og nogle som også inkluderer nogle koralrev i havet, og nogle afskilte steder ved østkysten og øen Nosy Mangabe. Nationalparken som blev oprettet i 1997 er med et areal på 	2.400 km² (hvoraf de 100 km² er marine), den største på Madagaskar. Den har siden 2007 sammen med fler nationalparker på Madagaskar været på Unescos naturarvsliste samlet under navnet Atsinananas regnskove.
Ud over regnskoven er der en del mangrove i nationalparken. Her lever flere dyr som er kendetegninde for hele øen, f.eks. flere lemurer, aye ayen, tenreker, kamæleoner, flere padder (blandt andet tomatfrøen, Dyscophus antongilli). Lemurarten rød vari (Varecia rubra) forekommer kun her, og madagaskarslangehøgen (Eutriorchis astur) var allerede regnet for uddød , da den i 1993 blev genfundet på Masoala. Også en kødædende plante fra kandebærerslægten, Nepenthes masoalensis, er typisk for området.
Vigen mellem halvøen og Madagaskars fastland besøges mellem juli og september af pukkelhvaler, der føder deres unger der.
Omkring nationalparken er der en overgangszone hvor økologisk skovbrug er tilladt. Flere udenlandske projekter hjælper befolkningen med opgaven.
Madagaskars regering satser på økoturisme i nationalparken. Store dele af besøgsafgiften går til udviklingsprojekter. I parken er der ingen faste overnatningssteder. Besøgende skal enten overnatte i telt eller starte sine dagsrejser fra hoteller udenfor parken. Da der ikke er større veje anvender turister vandringsstier eller bådturer.